# Babe McCarthy
James Harrison „Babe“ McCarthy, auch „Ol'Magnolia Mouth“ oder nur „Magnolia Mouth“ genannt, (* 1. Oktober 1923 in Baldwyn, Mississippi; † 17. März 1975 in Tupelo, Mississippi) war ein US-amerikanischer Trainer im Profi- und College-Basketball. McCarthy wurde für das Erscheinen der Mannschaft der Mississippi State University beim NCAA-Division-I-Basketball-Championship-Turnier im Jahre 1963 bekannt, als sein Team sich aus der Stadt schlich, um auf die Loyola University Chicago zu treffen, die vier schwarze Spieler hatte. Er trainierte mehrere Teams in der American Basketball Association.

## Collegekarriere
McCarthy trainierte an der Mississippi State University, wo seine Mannschaften 169 Spiele gewannen und 85 verloren sowie vier Titel in der Southeastern Conference (SEC) gewannen oder teilten. Während er an der MSU war, wurde er dreimal zum Trainer des Jahres in der SEC ernannt. Er verließ die Schule als Coach mit den meisten Siegen und der drittbesten Siegquote. Richard Williams und Rick Stansbury errangen inzwischen mehr Siege, Stansbury und Ron Greene (eine Saison) lieferten bessere Siegquoten ab.
McCarthy wurde bekannt, weil seine Mannschaft die Rassenschranke im abgesonderten Süden der 1960er übertrat. Schon bevor es sicher war, dass Mississippi State auf die Ramblers und ihre vier schwarzen Starter treffen würde, traten rassistische Elemente in den Medien von Mississippi in Aktion. Am 7. März 1963 druckten die Jackson Daily News ein Bild der Starter Loyolas ab, um zu zeigen, dass vier von ihnen Afroamerikaner seien. Als Bildunterschrift forderte der Chefredakteur der Daily News, Jimmy Ward, dass Leser das Foto der Mannschaft von Loyola ausschneiden und es an das Kuratorium der MSU schicken sollten, um zu verhindern, dass das Spiel stattfände.
Die Editorials waren eine Antwort auf die Entscheidung des Präsidenten der MSU, Dean W. Colvard, vom 2. März 1963, die automatische Einladung zum NCAA-Turnier als Meister der SEC anzunehmen, was zuvor dreimal wegen eines Gentlemen’s Agreements abgelehnt wurde, als man auf integrierte Teams treffen sollte. Der Collegeausschuss traf sich am 9. März 1963 und bestätigte Colvards Entscheidung. Am 13. März, einen Tag bevor die Mannschaft nach East Lansing reisen sollte, erwirkten der Senator Billy Mitts und der frühere Senator B.W. Lawson auf der Grundlage des sogenannten Ungeschriebenen Gesetzes eine einstweilige Verfügung gegen die Bulldogs, den Staat zu verlassen.
Während die Sheriffs unterwegs nach Starkville, Mississippi waren, um die Verfügung zu vollstrecken, nahm das Team in der Nacht vor ihrer Abfahrt an einer Schnitzeljagd teil, bei der Nachbildungen der rassistischen Senatoren Mitts und Lawson gehängt wurden. Der ursprüngliche Plan besagte, dass man Starkville um 8.30 Uhr donnerstags morgens verließe. Aber als man erfuhr, dass die Sheriffs von Hinds County schon mittwochs nachts um 23.30 Uhr in die Stadt kämen, trat der Notfallplan der MSU in Kraft.
Trainer Babe McCarthy, der Sportdirektor und dessen Assistent fuhren nach Memphis und flogen von dort nach Nashville. Das Team selbst schickte die Nachwuchsmannschaft zum Flughafen, um dort als erwartete erste Mannschaft aufzutauchen. Diese wiederum versteckte sich in einem Studentenwohnheim auf dem Campus. Am nächsten Morgen stiegen sie in eine Privatmaschine und flogen nach Nashville, um dort auf den Trainer und seinen Stab zu treffen. Von Nashville aus nahm man dann einen normalen Flug zum Spiel nach East Lansing, Michigan. Diese Ereignisse wurden auf der DVD One Night in March dokumentiert, die von der Broadcast Media Group aus Starkville produziert wurde. Das Spiel gegen die Ramblers wird als Beginn des Untergangs des Ungeschriebenen Gesetzes angesehen.
McCarthy coachte später die Basketballmannschaft der George Washington University, die 1966/67 9 Siege bei 18 Niederlagen schaffte.

## ABA-Karriere
In der American Basketball Association trainierte McCarthy die New Orleans Buccaneers von 1967 bis 1970, die Memphis Pros von 1970 bis 1972, die Dallas Chaparrals 1972/73 und die Kentucky Colonels 1973/74. Mit den Buccaneers erreichte er 1968 das Finale, das man in sieben Spielen gegen die Pittsburgh Condors verlor. Er wurde zum ABA-Trainer des Jahres in den Jahren 1969 und 1974 ernannt. Er war der erste Trainer der ABA, der 200 Spiele gewinnen konnte.
Im März 1975 starb McCarthy an Dickdarmkrebs.